# ユナイテッド航空389便墜落事故
ユナイテッド航空389便墜落事故（ユナイテッドこうくう389びんついらくじこ、United Airlines Flight 389）は、アメリカ合衆国で発生したボーイング727最初の航空事故（人身死亡事故）である。

## 事故の概要
ユナイテッド航空389便はニューヨークのラガーディア空港からシカゴ・オヘア国際空港に向かう国内線であった。当時は夏の薄暮の宵の入りの状況であった。389便は着陸に向けて航空管制から巡航高度35000フィート（10700m）から降下した。進入管制官は「高度6000フィート（1800m）で高度を維持せよ」とこの高度で水平飛行して待機するように指示されていた。しかし389便はなおも降下を続け現地時間の21時21分に空港から45km離れたミシガン湖の湖面に激突した。搭乗者に生存者はいなかった。なお、事故機は導入されたばかりであり、飛行時間わずか611時間で喪失した。

### 事故の原因

事故機に装着されていた三針式高度計

航空事故調査委員会は、389便のパイロットが航空管制から指示された6000フィートで何故水平飛行に移らなかったかについて、合理的な説明はできないとして「原因不明」とした。そのためこの事故は、機体には異常がないにもかかわらず何故か事故に至ったという「CFIT」のカテゴリーに分類される。
公式には不明とされたとはいえ、原因についてはいくつかの主張がされている。その一つにパイロットが高度計を誤読した人為的ミスという説がある。これは事故機に装着されていた高度計が三針式（三本の針がそれぞれ1万、千、百フィートの数値を表示し、三つを組み合わせて高度を読み取る）であったため、航空管制から降下を指示された際に既に6000フィートになっていたにもかかわらず、1万の針を誤読し16000フィートと認識し、さらに降下を続けた為激突したというものである。同様の誤読による事故がイギリスで実際に発生しているため説得力あるものとされた。しかしこの説に対しては、乗員達は計器だけでなくコクピットの窓から外を視認でき、迫り来る水面にも気付くはずではないかとの疑問も提示されている。
また激突前に空中分解したとの目撃証言もあったが、重要視されることはなかった。なお事故機のフライトデータレコーダーのケーシング部分は回収できたものの、記録メディアを含むデバイス内部が回収できなかった。
これにより事故機の最後に関する情報が得られなかったことも事故原因究明が困難になった一因でもある。

## 類似する事故
この事故の翌年2月に、日本の東京湾で同型機が同じ着陸進入中に墜落する事故（全日空羽田沖墜落事故）が発生したが、フライトデータレコーダーが装備されていなかったこともあり、パイロットミスを示唆しつつも同様に「原因不明」とされている。